# Озерський Дмитро Олександрович
Дмитро Олександрович Озерський (нар. 8 жовтня 1963, Ленінград) — музикант, поет і автор більшості текстів гурту «АукцЫон».
Грає на трубі, клавішних та ударних інструментах.

## Біографія
Будучи однокашником Леоніда Федорова по Політехнічному інституту (пізніше він перейшов до Інституту культури на режисерський факультет), з середини 1981 року стає постійним учасником гурту АукцЫон. Особливістю творчості Дмитра Озерського є той факт, що в більшості випадків він складає вірші на вже написану Федоровим музику — за його словами, «за принципом лібрето».
Дмитро Озерський — є одним з ініціаторів благодійного проекту «Фома на Свірі» з реставрації та відновлення храму в Ленінградській області.
У 2009 році вийшла книга Дмитра Озерського «Там, де…» з ілюстраціями Гавриїла Лубніна.
У 2012 році вийшла друга книга Дмитра Озерського «Місто Жаб» з ілюстраціями Артура Молєва.

## Дискографія

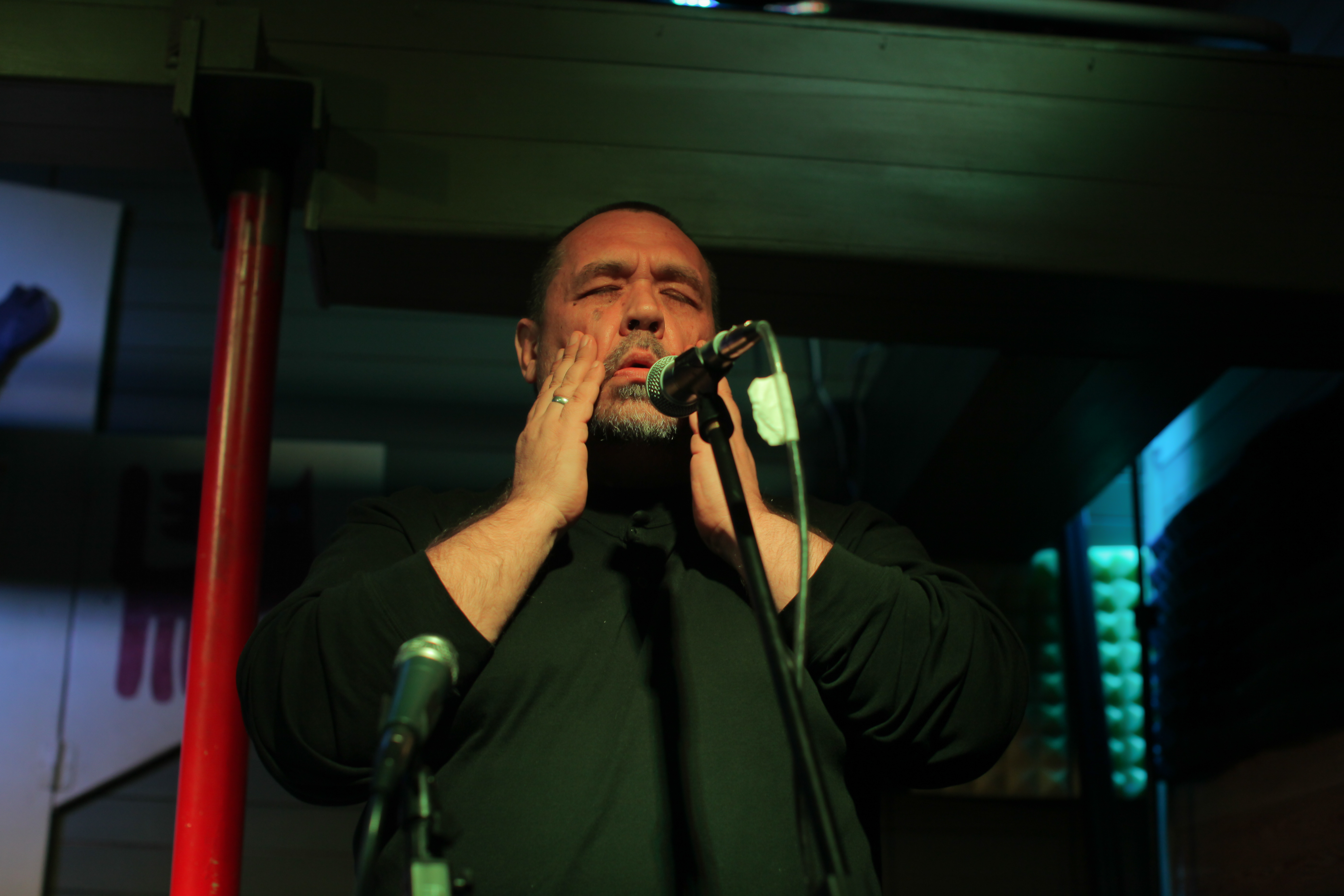
Дмитро Озерський, червень 2016

### Студійні альбоми в складі Аукцыону
- Вернись в Сорренто (1986)
- Как я стал предателем (1989)
- В Багдаде всё спокойно (1989)
- Жопа (1990)
- Бодун (1991)
- Птица (1994)
- Жилец вершин (1995, Хвост и АукцЫон)
- Зимы не будет (сингл) (1999, АукцЫон-Волков-Курашов)
- Небо напополам (сингл) (1999, АукцЫон и Сойбельман)
- Это мама (старий і новий матеріал «живцем» в студії, 2002)
- Девушки поют (2007)
- Юла (2011)
- На солнце (2016)

### Спільно з Леонідом Фьодоровим
- Четыресполовинойтонны (1997)
- Зимы не будет (15 травня 2000) — Фьодоров, Волков, Курашов
- Анабэна (2001)
- Лиловый день (2003)
- Горы и реки (2004)
- Таял (2 апреля 2005)
- Красота (22 грудня 2006)
- Романсы (28 грудня 2007)
- Волны (22 травня 2009)
- Wolfgang (17 сентября 2010)
- Если Его Нет (29 марта 2013)
- Мотыльки (вересень 2014)

## Публікації

Обложка книги Дмитрия Озерского «Там, где…».

- 2005 — один з 12 томів збірника «Поети російського року»
- 2009 — п'єса «Остання хвилинка»
- 2009 — «Там, де…» (збірка віршів)
- 2012 — «Місто Жаб» (збірка прози)
- 2012 — «Будиночок тіла» (добірка віршів у журналі Homo Legens)

## Інтерв'ю
- Інтерв'ю з учасниками групи «АукцЫон», 1995
- Інтерв'ю журналу «Знайшли», 2005
- Дмитро Озерський відповів на запитання читачів Політ.ру, Політ.ру, 2007
- Інтерв'ю Дмитра Озерського «Московському книжковому журналу»